# 小坪水库
小坪水库是中国云南省丽江市永胜县境内的一座水库，位于阱口河上，建于1969年。水库正常库容为683万立方米，集雨面积为31平方千米，海拔为2180米。